# Sprint (wegwielrennen)
Bij een sprint of spurt in het wegwielrennen versnelt de renner ten opzichte van de andere renner(s) om als eerste bij de (eind-)streep aan te komen. Ook kan een sprint worden ingezet om zo veel mogelijk tijd te winnen ten opzichte van de concurrentie, of om het tijdverlies te beperken. Vaak worden in grote wedstrijden of etappes tussensprints opgenomen om het verloop van de koers aantrekkelijker te maken.
Voor elke (tussen-)sprint geldt dat de winnaar een aantal punten krijgt; de nummers twee en verder krijgen minder punten. Aan het eind van elke etappe wordt het puntenaantal vastgesteld op basis van de volgorde van aankomst bij de tussen- of eindsprint. De sprint aan de eindstreep levert doorgaans de meeste punten op. De renner die aan het eind van de koers de meeste punten heeft verzameld, wint het sprintklassement. In de Tour de France krijgt de renner dan de groene trui.